# Clube Atlético de Brasília
Clube Atlético de Brasília foi uma agremiação esportiva brasileira, sediada em Brasília, no Distrito Federal.

## História
O clube disputou a Copa Arizona de Futebol Amador em 1978.

## Estatísticas

### Participações
| Competição | Competição   | Temporadas | Melhor campanha     | Estreia | Última | P | R |
| Brasil     | Copa Arizona | 1          | Desconhecido (1978) | 1978    | 1978   | – | – |